# Karl Kleiner
Karl Kleiner (ur. 1705 w Radkowie, zm. 4 stycznia 1780 w Krosnowicach) – niemiecki duchowny katolicki, dziekan kłodzki i wikariusz książęco-arcybiskupi dla wiernych hrabstwa kłodzkiego w latach 1760–1763.

## Życiorys
Urodził się w Radkowie w rodzinie mieszczańskiej. Po ukończeniu gimnazjum w Kłodzku studiował teologię w Ołomuńcu. Otrzymał święcenia kapłańskie przyjął w 1730 r.
W latach 1730–1742 pracował jako wikary w Krosnowicach, a następnie proboszcz w Ołdrzychowicach Kłodzkich. W 1743 r. został przeniesiony na ponownie na probostwo w Krosnowicach.
W 1760 r. został wybrany dziekanem kłodzkim i wikariuszem arcybiskupa praskiego dla wiernych żyjących na terenie ziemi kłodzkiej. Będąc już w podeszłym wieku, po trzech latach sprawowania tej funkcji zrezygnował, pozostając proboszczem w Krosnowicach, gdzie zmarł 4 stycznia 1780 r.